# 全日本大学サッカー連盟
一般財団法人全日本大学サッカー連盟（ぜんにほんだいがくサッカーれんめい、英語: Japan university Football Association、略称：JUFA）は、日本国内における大学サッカー部の競技連盟。大学スポーツ協会には加盟していない。大学日本代表はユニバーシアードサッカー日本代表を参照。

## 組織構成
日本国内を9地域（地区）に分けて、それぞれに地区連盟が統括している。登録チーム数は419チーム（2005年度）。
- 北海道学生サッカー連盟
- 東北大学サッカー連盟
- 関東大学サッカー連盟
  - ※北関東大学サッカー連盟
  - ※埼玉県大学サッカー連盟
  - ※千葉県大学サッカー連盟
  - ※東京都大学サッカー連盟
  - ※神奈川県大学サッカー連盟
- 北信越大学サッカー連盟
- 東海大学サッカー連盟
- 関西学生サッカー連盟
- 中国大学サッカー連盟
- 四国大学サッカー連盟
- 九州大学サッカー連盟

※直接には全日本の配下組織ではないが、運営上の都合による形態で、下部リーグとしての位置づけになる。
上記の地域連盟の他に各都道府県別に大学・学生連盟（学連）が存在するが、それらの団体については全日本大学サッカー連盟が統括するのではなく、日本サッカー協会傘下の各都道府県サッカー協会の1種・大学の部（学生委員会）になる。基本的には各都道府県の協会傘下団体として都道府県の大学・学生連盟も組織されているが、参加チーム数の関係で、連盟として組織されていない県もある。また、各都道府県別の連盟と地区連盟の関係も参加チーム数の違いにより以下の様な違いがある。
1. 地区の大学連盟主催の大会・リーグ戦にのみ参加。（都道府県別のリーグ戦が実施されていない。）
青森県、岩手県、山形県、関西地区の各府県、島根県、鳥取県、四国地区の各県など
2. 地区の大学連盟主催の大会・リーグ戦か、都道府県別のリーグ戦のどちらか一方にのみ参加。（都道府県別のリーグ戦が実施されているが、地区大学リーグの下部に位置つけられているのでチーム成績によるチームの入れ替え関係にあるために重複参加が出来ない。）
東京都・神奈川県・千葉県・埼玉県・北関東（群馬・栃木・茨城の合同）など
3. 地区の大学連盟主催の大会・リーグ戦と都道府県協会主催の大学・学生リーグの双方に参加。（地区リーグと都道府県リーグが関連なく別に行われている。）
宮城県、福島県、愛知県、三重県、新潟県、石川県、福井県、岡山県、広島県、山口県、熊本県、鹿児島県、沖縄県など

※リーグ運営形態がいずれの場合でも、全てのチームは地区の大学連盟（全日本大学サッカー連盟）と各都道府県サッカー協会（日本サッカー協会）の双方に登録されている。（地区の大学リーグ戦のみに参加していても、当該地区サッカー協会に所属しているのではなく、あくまで各都道府県の協会毎に登録・管理されている。）
尚、天皇杯全日本サッカー選手権大会への出場に関しては、2011年まで春季に行われる主催大会である総理大臣杯全日本大学サッカートーナメントの優勝校にシード出場枠が与えられていたが、その他の大学チームの出場については、各都道府県サッカー協会が主に運営管理している社会人・クラブ・大学・高校合同の予選会に参加して勝ち抜くことが条件である。参加形式はその都道府県により異なっていて、
1. オープンエントリー形式で全参加チーム混在での予選・決勝トーナメントを行う。
2. 決勝トーナメントにあらかじめ大学チームの出場枠を与えた上で、その代表枠をかけて大学のみの予選会を実施する。（東京都などは学生系予選に関東大学リーグ所属校枠と、都学連枠がある。）

などがある。（詳細については該当する都道府県サッカー協会や主催の大会を参照。）
また、2009年度まで、日本フットボールリーグ（JFL）で、希望するチームは大学サッカー連盟の推薦・承諾を得てJFL参入、ないしは全国地域サッカーリーグ決勝大会に出場してJFLを目指すという方法があったが、大学サッカー連盟加盟チームの社会人リーグとの二重加盟が規制されたため、2010年度から廃止された。これにより、流通経済大学サッカー部のJFL編成のチームが急遽クラブチーム化された。また今後JFL加盟を目指すには事実上社会人連盟加盟のクラブチームかファームチームの参加のみに制限される。

## 体育会所属以外のサッカー部の扱い
大学によっては、体育会以外にも各学部、キャンパス毎のサッカー部や、複数のサッカー同好会が存在する大学もある。それぞれのチームは、各都道府県サッカー協会の登録条件を充たす限りは1種登録（大学委員会）が可能としていわゆる体育会所属のサッカー部と同様に登録や活動にはなんら制限を受けない。しかし大学サッカー連盟の運営形態によっては、地区の所轄内での参加は一つの大学につき1チームに限定している連盟がある。そのため大学連盟の地区リーグに参加出来るチームの殆どがその大学全体を代表するいわゆる体育会所属のサッカー部である場合が多い。同好会、学部別サッカー部、キャンパス別サッカー部の殆どは、各都道府県の大学リーグには参加可能であっても、当該地区大学リーグへの昇格・参入戦には出場権を有していない。その場合は、その制限を容認した上で各都道府県の大学リーグに参加するか、あるいは協会1種登録の一般社会人チームとして活動したり、大学サッカー連盟主催とは別な同好会の大会（サッカー協会の主催や後催）で活動する場合などの選択肢がある。

## 主催・主管大会
- 全日本大学サッカー選手権大会
- 全日本大学サッカー新人戦
- 総理大臣杯全日本大学サッカートーナメント
- デンソーカップサッカー
- アットホームカップインディペンデンスリーグ